# Air Arabia Maroc
Air Arabia Maroc – marokańska tania linia lotnicza z siedzibą w Casablance. Głównym hubem jest Port lotniczy Casablanca. Należy do Air Arabia Group.
W 2025 realizowała połączenia krajowe i międzynarodowe do 39 portów lotniczych w Maroku i Europie.

## Flota
Według stanu na sierpień 2025 flota Air Arabia Maroc składała się z 11 samolotów o średnim wieku 11,7 lat:
| Samolot         | Samolot | Samolot   | Liczba miejsc | Liczba miejsc | Uwagi |
| Model           | Aktywne | Zamówione | E             | Łącznie       | Uwagi |
| --------------- | ------- | --------- | ------------- | ------------- | ----- |
| Airbus A320-200 | 11      | –         | 174           | 174           |       |
| Łącznie         | 11      | 0         |               |               |       |